# Herringhausen
Herringhausen is een dorp in het noordwesten van de Duitse gemeente Herford, deelstaat Noordrijn-Westfalen, en telt 2.736 inwoners (31 december 2015).
Herringhausen (West), gemeente Enger, grenst aan het Herringhausen dat bij Herford hoort, en dat ook wel Herringhausen (Ost) wordt genoemd. Tot 1969, toen een gemeentelijke herindeling werd doorgevoerd, vormden deze beide plaatsen één gemeente in de toenmalige Landkreis Herford.
Het dorp heeft, evenals het naburige Eickum, een goede busverbinding met het station en het centrum van Herford.
Herringhausen wordt in een schenkingsakte uit 1151 onder de naam Hetheredingusen voor het eerst vermeld.
Sinds de komst van de fabriek van Poggenpohl-keukens in de jaren 2010 is het aantal inwoners van Herringhausen meer dan verdubbeld.

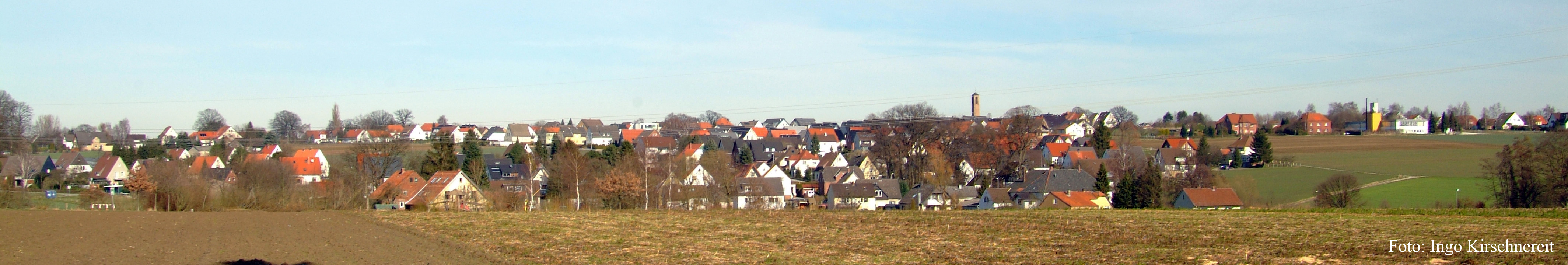
Panorama-foto van Herringhausen vanuit Eickum
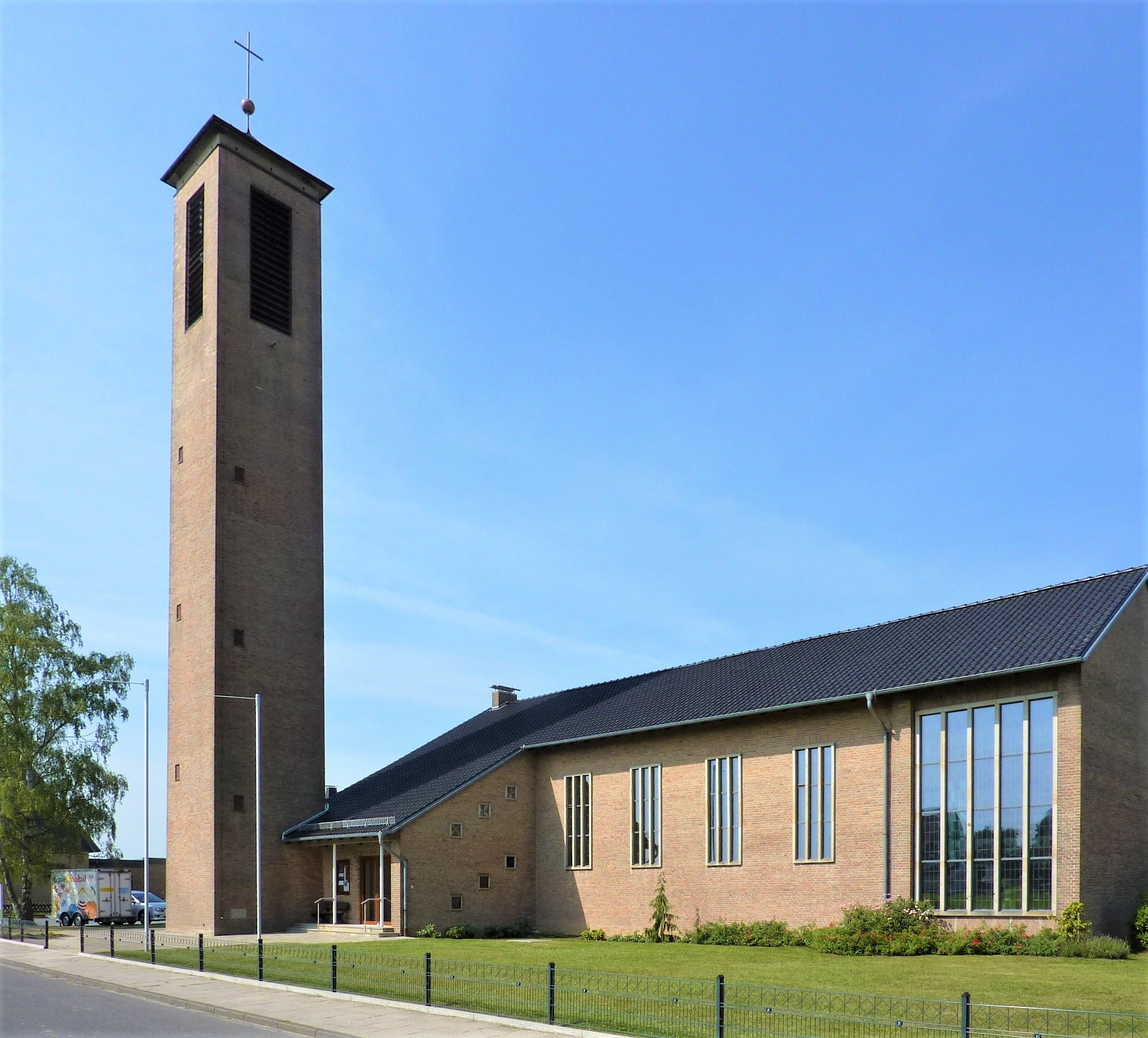
Evangelisch-lutherse kerk te Herringhausen (bouwjaar 1958)